# Щукина, Татьяна Сергеевна
Татьяна Сергеевна Щукина (род. 7 августа 1991, Алма-Ата) — российская волейболистка, центральная блокирующая, чемпионка России 2012, мастер спорта.

## Биография
Татьяна Щукина родилась в Алма-Ате в семье волейболистов. Отец, Щукин Сергей Валерьевич, играл в Казахском СКА Азамат, турецких клубах, а также в нижневартовском «Самотлоре» и новокуйбышевском «Октане». Мать, Щукина Гульмира Халелбековна, играла в одном из лучших клубов СССР — алма-атинском АДК. После многочисленных смен местожительства вся семья остановилась в подмосковном городе Пушкино. В 10-летнем возрасте Татьяна прошла курс обучения в школе моделей Вячеслава Зайцева. Волейболом начала заниматься в 2004 году в московской СДЮСШОР-65 «Ника» у тренера Вячеслава Геннадьевича Лукашкина. В 2005 году вошла в состав одноимённой команды высшей лиги «Б» чемпионата России и юниорской сборной страны. В августе 2007 года в Мексике стала бронзовым призёром чемпионата мира среди девушек, а в сентябре 2008 года выиграла серебряную медаль молодёжного чемпионата Европы в Италии.
В 2007 году Татьяна Щукина подписала 5-летний контракт с «Университетом-Белогорьем» из Белгорода. В первом сезоне участвовала в тренировочном процессе с основной командой, провела в её составе один матч в Суперлиге, но в основном играла за фарм-команду в первой лиге. Со следующего чемпионата была заявлена в состав главной команды «Университета-Технолога». За Белгород Щукина выступала до расформирования клуба в 2010 году, стала обладателем Кубка России-2008, играла в Лиге чемпионов-2009/10.
В 2010 году подписала двухлетний контракт с казанским «Динамо». Через некоторое время по договорённости сторон была отдана в аренду на один сезон одноимённому краснодарскому клубу. Краснодарское «Динамо» завоевало бронзовую медаль чемпионата России и стало финалистом Кубка ЕКВ, а Татьяна в конце сезона получила вызов в национальную сборную.
Летом 2011 года на базе «Волей Град» волейболистка приступила к подготовке к Универсиаде. На одной из тренировок получила тяжёлую травму коленного сустава — разрыв передней крестообразной связки, по причине которой на соревнования в Шэньчжэнь не поехала. В период с августа 2011 по январь 2012 года была прооперирована в Москве с дальнейшей реабилитацией в казанском клубе.
В 2012 году Татьяна Щукина завоевала золотую медаль чемпионата России в составе казанского «Динамо», после чего перешла в череповецкую «Северсталь» и там получила рецидив своей травмы. Большую часть сезона-2012/13 провела в швейцарском Цюрихе для восстановления после операции со специалистом из ВК «Волеро».
С 2014 года выступала за «Ленинградку», с осени 2016 года играла в составе челябинского «Метара». В сезоне-2017/18 стала второй в рейтинге лучших блокирующих регулярного чемпионата Суперлиги.
Летом 2018 года перешла в новообразованный клуб «Локомотив» (Калининград), однако из-за травмы плеча пропустила сезон.
В феврале 2019 года была прооперирована одним из лучших хирургов Италии. Реабилитацию проходила в той же стране до начала пандемии COVID-19.
В ноябре 2020 перешла в казахский клуб "ВК Куаныш" города Петропавловск.

### Клубная карьера
- 2005—2007 —  «СДЮСШОР-65-Ника» (Москва);
- 2007—2008 —  «Университет-Белогорье»-2 (Белгород);
- 2008—2010 —  «Университет-Белогорье»/«Университет-Технолог» (Белгород);
- 2010—2011 —  «Динамо» (Краснодар);
- 2011—2012 —  «Динамо-Казань» (Казань);
- 2012—2014 —  «Северсталь» (Череповец);
- 2014—2016 —  «Ленинградка» (Санкт-Петербург);
- 2016—2018 —  «Метар»/«Динамо-Метар» (Челябинск);
- 2018—2019 —  «Локомотив» (Калининград);
- 2020—2021 —  «Куаныш» (Петропавловск);
- 2021—2022 —  «Динамо-Метар» (Челябинск);
- 2022—2023 —  «Динамо (женский волейбольный клуб, Москва)» (Москва);
- 2023 —  «Атом-Курск» (Курск);
- с 2024 —  «Омичка (волейбольный клуб)» (Омск).

## Достижения

### В составе сборных
- Бронзовый призёр чемпионата мира среди девушек (2007).
- Серебряный призёр чемпионата Европы среди молодёжных команд (2008).

### В составе клубов
- двукратная чемпионка России (2012, 2023), бронзовый призёр чемпионата России (2010/11).
- двукратная обладательница Кубка России (2008, 2022), финалистка Кубка России (2010).
- Финалистка Кубка Европейской конфедерации волейбола (2010/11).